# Jurij Brězan
Jurij Brězan (Räckelwitz, 9 giugno 1916 – Kamenz, 12 marzo 2006) è stato uno scrittore e drammaturgo tedesco.

## Biografia
Membro della minoranza sorbo-lusaziana, ha pubblicato tutti i suoi lavori in doppia versione, in serbo e tedesco.
È stato autore di romanzi, storie brevi, libri per l'infanzia e drammi teatrali. I suoi lavori sono stati tradotti in 25 lingue. È maggiormente noto per il romanzo Krabat oder Die Verwandlung der Welt signiert ("Krabat o la trasformazione del mondo", 1976).
Dal 1969 fino al suo scioglimento, è stato vicepresidente della Unione degli scrittori della RDT.